# Chủ quyền mạng
Chủ quyền mạng (tiếng Anh:Network Sovereignty) là phần mở rộng tự nhiên của chủ quyền quốc gia trong không gian mạng thông tin, trong đó nội dung chủ yếu của nó chính là việc thực hiện quyền tài phán trong không gian mạng của quốc gia. Trong môi trường không gian mạng, do không gian hành vi của công dân một nước có sự mở rộng mới, tương ứng với nó thì khái niệm chủ quyền quốc gia cũng có ý nghĩa mới.
Trong thời đại Internet, chiến trường chính trị quốc tế đã được mở rộng từ không gian khu vực sang không gian mạng, chủ quyền quốc gia cũng từ lãnh thổ, lãnh không mở rộng sang "biên giới thông tin". Mạng Internet đã trở thành một trong những chính trường chính trị mới của quốc tế, chủ quyền mạng cũng trở thành một phần quan trọng của chủ quyền quốc gia.
Chủ quyền mạng là chỉ quyền sở hữu và quyền kiểm soát chủ quyền quốc gia đối với cơ sở hạ tầng mạng Internet và thiết bị phần cứng then chốt và đối với quyền sở hữu trí tuệ công nghệ phần mềm mạng, trong quyền lên tiếng về ý chí quốc gia và ý thức chủ động của việc truyền phát mạng, đảm bảo tự do thông tin mạng của công dân và tiếng nói chung về quyền lợi an ninh thông tin của quốc gia, tổ chức và cá nhân.